# تفرجگاه شیان

تفرجگاه شیان نام منطقه‌ای توریستی در شهرستان شاه‌آباد غرب است و واقع در دهستان شیان در شمال شرقی این شهرستان است و به عنوان یکی از مناطق توریستی استان کرمانشاه و این شهرستان شناخته می‌شود. این مکان دارای سد، سراب، آتشکده و محیطی با طبیعت بسیار دلپذیر می‌باشد، آتشکده از نوع آدورانی و مربوط به اواخر دوره اشکانی و اوایل دوره ساسانی بوده و محل پرستش سه الهه آناهیتا، میترا و اهورامزدا بوده‌است.